# Prodecatoma cruzi
Prodecatoma cruzi is een vliesvleugelig insect uit de familie Eurytomidae. De wetenschappelijke naam is voor het eerst geldig gepubliceerd in 1914 door Costa Lima.